# Peter Verbeeck
Peter Verbeeck (Petter, Vereek, Vereijk, Vrick), född 1631 eller 1632 troligen i Antwerpen, död troligen 1697 i Stockholm, var en nederländsk målare.
Han gifte sig 1677 med sidenvävaren Johan Reuters dotter Gertrud. Uppgifterna om Verbeeck härkomst och tidiga liv är knapphändiga men man vet med säkerhet att han var fadder till Martinus Mijtens sons dop 1682 och att han blev borgare i Stockholm 1693. Det har inte varit möjligt att koppla ihop något släktskap till någon av de många verksamma konstnärerna med namnet Verbeeck i Nederländerna eller Belgien under 1500- och 1600-talen men det ligger nära tillhands att koppla samman honom med en nederländsk handelsman som blev borgare i Stockholm 1654. Det finns inga svenska verk bevarade som man med säkerhet kan knyta till Verbeeck men man antar att han var medhjälpare till Mijtens och deltog som målare i Mijtens stora porträttproduktion med bakgrundsmålning. Bland de målningar som med säkerhet kan knytas till Verbeeck märks ett fiskstilleben som såldes på en auktion i Nederländerna på 1940-talet.  